# Miconia shepherdii
Miconia shepherdii är en tvåhjärtbladig växtart som beskrevs av Renato Goldenberg och Reginato. Miconia shepherdii ingår i släktet Miconia och familjen Melastomataceae. Inga underarter finns listade i Catalogue of Life.